# Jean Sylvère
Albert Meunier dit Jean Sylvère, né le 21 avril 1911 dans le 5e arrondissement de Paris et mort le 17 octobre 1981 à Draveil, est un acteur français.

## Filmographie

### Cinéma
- 1946 : Amour, Délices et Orgues d'André Berthomieu : un professeur
- 1947 : Contre-enquête de Jean Faurez
- 1947 : Le Café du cadran de Jean Géhret
- 1947 : Non coupable d'Henri Decoin : (non crédité)
- 1947 : Quai des Orfèvres d'Henri-Georges Clouzot : un inspecteur
- 1947 : Les Amants du pont Saint-Jean d'Henri Decoin
- 1947 : La Grande Maguet de Roger Richebé
- 1948 : L'aventure commence demain de Richard Pottier
- 1949 : Entre onze heures et minuit d'Henri Decoin : le clochard à l'entrée du tunnel
- 1949 : La Femme nue d'André Berthomieu
- 1949 : Retour à la vie d'Henri-Georges Clouzot : un inspecteur, dans le sketch : Le Retour de Jean
- 1949 : Monseigneur de Roger Richebé : un client chez le serrurier
- 1950 : La Souricière d'Henri Calef
- 1950 : La Belle que voilà de Jean-Paul Le Chanois
- 1950 : La Valse de Paris de Marcel Achard
- 1950 : L'Invité du mardi de Jacques Deval : l'employé S.N.C.F.
- 1950 : Les Anciens de Saint-Loup de Georges Lampin : Abadie
- 1950 : Souvenirs perdus de Christian-Jaque : le guide commentateur du musée (dans le sketch 1)
- 1951 : Sans laisser d'adresse de Jean-Paul Le Chanois : un futur papa, dans la salle d'attente
- 1951 : Juliette ou la clé des songes de Marcel Carné : un homme du village
- 1951 : La Passante d'Henri Calef : le comptable
- 1951 : Passion de Georges Lampin
- 1951 : Le Dindon de Claude Barma : le clerc
- 1952 : La Maison dans la dune de Georges Lampin
- 1952 : Agence matrimoniale de Jean-Paul Le Chanois : Monsieur Paul
- 1952 : Le Plus Heureux des hommes d'Yves Ciampi : un invité au vernissage
- 1953 : Suivez cet homme de Georges Lampin : l'inspecteur Martin
- 1953 : Jeunes Mariés, de Gilles Grangier : (non crédité)
- 1953 : Dortoir des grandes d'Henri Decoin : le receveur
- 1953 : Une vie de garçon de Jean Boyer
- 1953 : Les Trois Mousquetaires d'André Hunebelle
- 1953 : Thérèse Raquin de Marcel Carné
- 1954 : Leguignon guérisseur de Maurice Labro : un habitué du bistrot
- 1954 : Bonnes à tuer d'Henri Decoin : l'aveugle
- 1955 : Razzia sur la chnouf d'Henri Decoin : Émile Lourmel, l'employé S.N.C.F.
- 1955 : French Cancan de Jean Renoir : le groom
- 1955 : Pas de coup dur pour Johnny d'Émile Roussel
- 1955 : Les Hommes en blanc de Ralph Habib : le balayeur
- 1955 : Papa, maman, ma femme et moi de Jean-Paul Le Chanois : un futur papa
- 1956 : Crime et Châtiment de Georges Lampin : un homme à l'église
- 1957 : Mademoiselle et son gang de Jean Boyer : l'avocat général
- 1958 : Les Misérables de Jean-Paul Le Chanois (film tourné en deux époques)
- 1958 : Les Tricheurs de Marcel Carné : le barman
- 1959 : Pourquoi viens-tu si tard ? d'Henri Decoin
- 1960 : Monsieur Suzuki de Robert Vernay
- 1961 : Arrêtez les tambours de Georges Lautner : le blessé mécontent
- 1961 : Le Monocle noir de Georges Lautner : un inspecteur (non crédité)
- 1961 : Par-dessus le mur de Jean-Paul Le Chanois
- 1962 : Le Septième Juré de Georges Lautner
- 1966 : Paris au mois d'août de Pierre Granier-Deferre
- 1967 : Le Pacha de Georges Lautner : l'officier de police Marquet
- 1973 : Les Valseuses de Bertrand Blier
- 1974 : OK patron de Claude Vital
- 1975 : Le Corps de mon ennemi d'Henri Verneuil : un commerçant

### Télévision
- 1966 : Au théâtre ce soir : La Prétentaine de Jacques Deval, mise en scène Robert Manuel, réalisation Pierre Sabbagh, Théâtre Marigny
- 1967 : Au théâtre ce soir : Mon bébé de Maurice Hennequin d'après Baby Mine de Margaret Mayo, mise en scène Jacques-Henri Duval, réalisation Pierre Sabbagh, Théâtre Marigny
- 1971 : Socrate de Roberto Rossellini : Socrate

## Théâtre
- 1944 : Antigone de Jean Anouilh, mise en scène André Barsacq, Théâtre de l'Atelier
- 1947 : La Termitière de Bernard-Charles Miel, mise en scène Aimé Clariond, Théâtre des Célestins
- 1948 : Auprès de ma blonde de Marcel Achard, mise en scène Pierre Fresnay, Théâtre des Célestins
- 1949 : La Corde au cou de Jean Guitton, mise en scène A. M. Julien, Théâtre Sarah Bernhardt
- 1952 : Le Venin de Henri Bernstein, mise en scène de l'auteur, Théâtre des Célestins, tournée Herbert
- 1954 : La Main passe de Georges Feydeau, mise en scène Jean Meyer, Théâtre Antoine
- 1955 : La Main passe de Georges Feydeau, mise en scène Jean Meyer, Théâtre des Célestins
- 1966 : Opération Lagrelèche de Jean Poiret et Michel Serrault, Théâtre Fontaine
- 1972 : Le Faiseur de Honoré de Balzac, mise en scène Pierre Franck, Théâtre Montansier, Théâtre des Célestins, tournée
- 1973 : Sainte Jeanne de George Bernard Shaw, mise en scène Pierre Franck,  Théâtre des Célestins